# Organi della cattedrale dei Santi Pietro e Donato ad Arezzo
Gli organi della cattedrale dei Santi Pietro e Donato ad Arezzo sono tre:
- l'organo maggiore venne costruito tra il 1534 e il 1536 da Luca di Bernardino da Cortona e ricostruito da Pier Paolo Donati nel 1990, ha un'unica tastiera e pedaliera e dispone di 7 registri;
- l'organo del coro fu costruito da Paolo Ciabatti nel 2022, ha 27 registri su due manuali e pedale e si trova nella quarta campata della navata di destra;
- nella cappella della Madonna del Conforto vi è l'organo Tamburini opus 76, costruito nel 1922.

La presenza di un organo a canne all'interno della cattedrale venne citata per la prima volta nel 1421; negli anni immediatamente precedenti al 1468 ne venne realizzato uno nuovo, collocato su cantoria al di sopra della porta della sacrestia, cui se ne affiancò uno più piccolo situato nel coro (citato nel 1498). Tali strumenti sono andati perduti.

## Organo maggiore
(Giorgio Vasari, Le vite de' più eccellenti pittori, scultori e architettori)

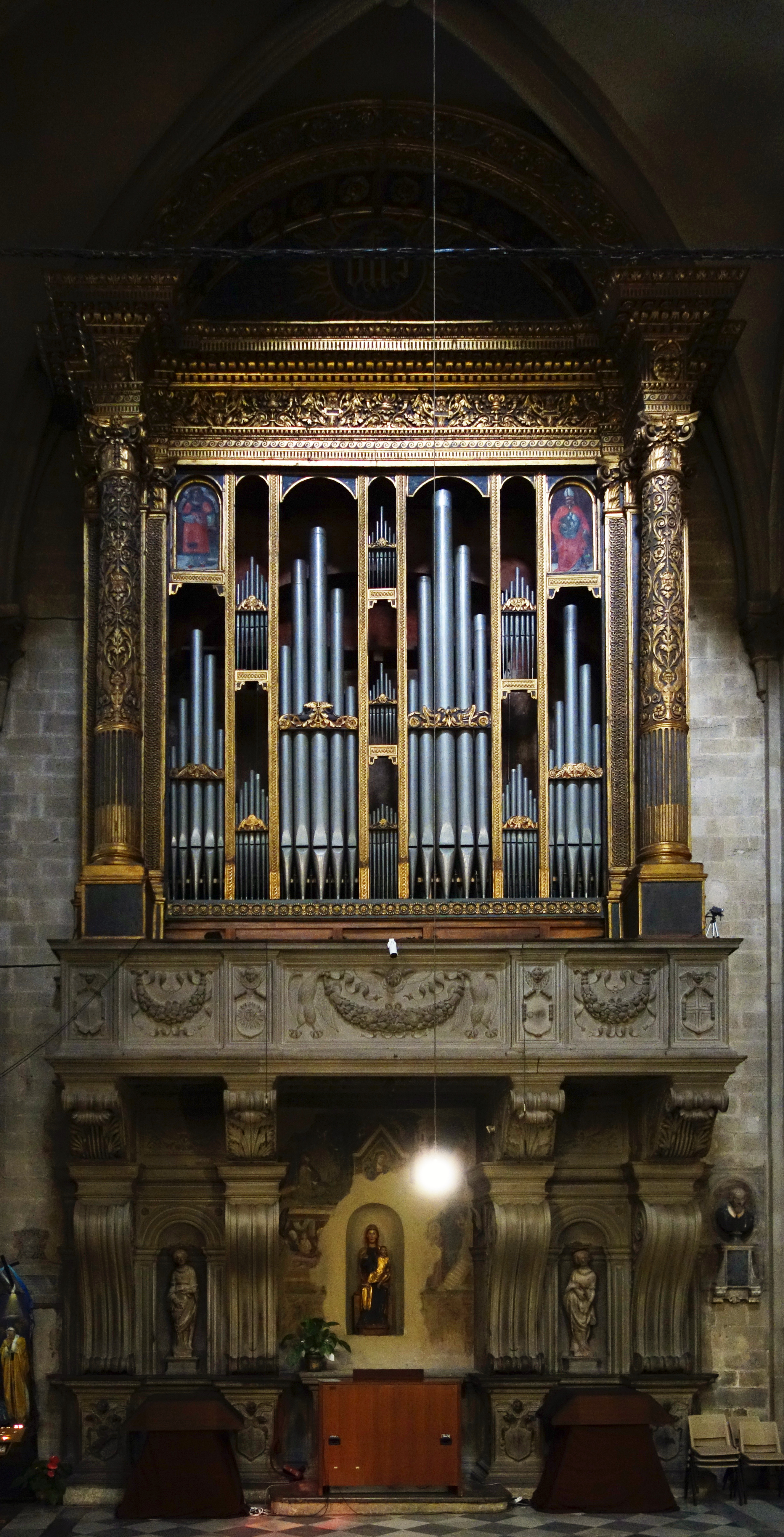
L'organo maggiore

Nella quarta campata della navata di sinistra, si trova una cantoria poggiante su mensole in pietra serena, opera giovanile di Giorgio Vasari che reimpiegò alcune sculture di Giovanni Pisano; al di sopra di essa, vi è l'antico organo a canne, costruito tra il 1534 e il 1536 da Luca di Bernardino da Cortona. L'organo, rimasto pressoché inalterato nel corso dei secoli XVII e XVIII e oggetto solamente di interventi minori di manutenzione ordinaria e straordinaria, venne modificato da Michalengelo Paoli nel 1834, che rifece tastiera e pedaliera ed aggiunse alcuni registri. Nel 1927 venne rimossa da Aurelio Paoli la trasmissione meccanica originaria (sostituita con quella pneumatica) e dotato di un secondo corpo d'organo, racchiuso in cassa espressiva e situato al di sopra di quello antico che fu invece privato di tutte le aggiunte ottocentesche; nel 1946 il corpo nuovo venne spostato nell'abside ad opera di Tamburini (opus 264) e collegato a quello in cantoria mediante trasmissione elettrica, così da formare un unico strumento di 14 registri. L'organo rinascimentale è stato ricondotto alle sue caratteristiche originarie mediante un intervento di ricostruzione conclusosi nel 1990; gli elementi facenti parte del corpo corale rimossi e diventarono il nucleo iniziale per la costruzione di un nuovo strumento, realizzato da Paolo Ciabatti nel 2017 per la chiesa del Sacro Cuore e di Santa Teresa Margherita Redi in Arezzo.
Lo strumento è racchiuso entro una cassa monumentale in legno scolpito e dorato in stile rinascimentale, disegnata da Simone di Michele Cioli da Settignano, scolpita da Romano di Berto d'Alberto da Sansepolcro e dipinta da Antonio di Ambrogio Denati; la mostra si articola in diverse cuspidi di canne di registro principale, ciascuna all'interno di un proprio campo. Il sistema di trasmissione è integralmente meccanico; la consolle, a finestra, ha un'unica tastiera di 62 note (Do-1-La4, senza le note Do#-1 Sol#4 e con i tasti spezzati per La♭1, La♭2, La♭3 e Re#2, Re#3 e Re#4) ed una pedaliera a leggio di 12 note (Do-1-Do1, senza la nota Do#-1) costantemente unita al manuale; i registri sono azionati da manette a scorrimento verticale poste alla destra del manuale.
La disposizione fonica dello strumento è la seguente:
| Manuale                      |           |
| Principale                   | 16'       |
| Ottava                       | 8'        |
| Decimaquinta                 | 4'        |
| Decimanona                   | 2.2/3'    |
| Vigesimaseconda              | 2'        |
| Vigesimasesta e Vigesimanona | 1.1/3'-1' |
| Flauto in XV                 | 4'        |
| Rosignoli                    |           |
| Cornamusa                    |           |
| Tremolo dolce                |           |

1. ↑  doppio da Si♭1.
2. ↑  doppio da Si♭1.
3. ↑  doppio da Si♭1.
4. ↑  sul portavento principale.

## Organo del coro

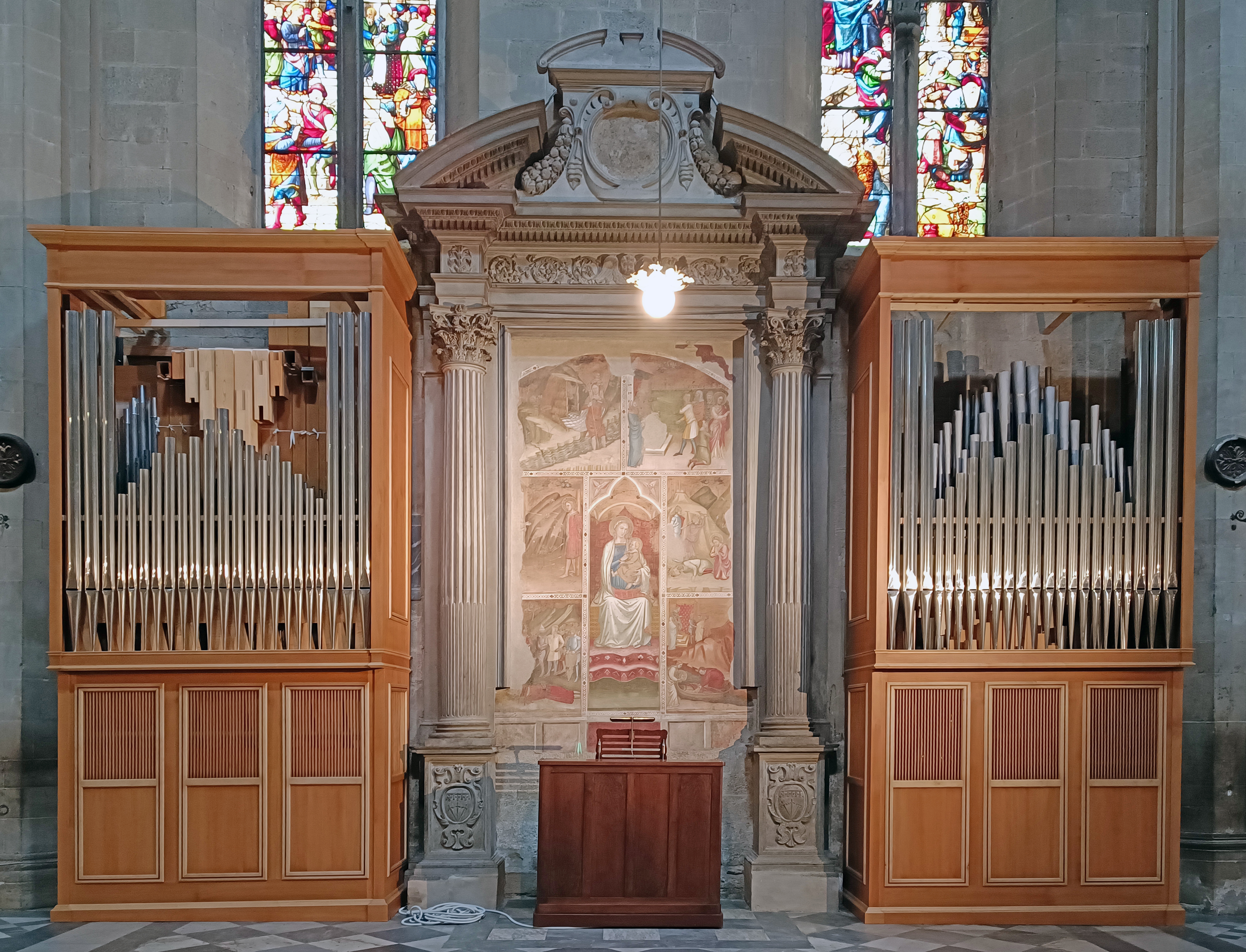
L'organo del coro

A ridosso della parete esterna della quarta campata della navata laterale destra, ai lati dell'altare, si trova l'organo del coro, realizzato da Paolo Ciabatti nel 2022 in parte con materiale fonico precedente. Esso sostituisce l'organo Pinchi opus 430, costruito nel 2006 e trasferito nel 2022 nel santuario della Madonna del Carmine al Combarbio presso Anghiari.
Lo strumento, a trasmissione elettrica, ha 27 registri per un totale di circa 1700 canne. La consolle, appartenente all'organo Tamburini del 1946, è mobile indipendente e dispone di due tastiere di 61 note ciascuna e pedaliera concavo-radiale di 30 note. I registri e le unioni sono azionati da placchette poste in fila unica al di sopra del secondo manuale. Il materiale fonico è racchiuso entro due casse lignee di fattura geometrica.
| I - Grand'Organo |        |
| Bordone          | 16'    |
| Principale       | 8'     |
| Flauto           | 8'     |
| Dulciana         | 8'     |
| Ottava           | 4'     |
| Flauto in XII    | 2.2/3' |
| Decimaquinta     | 2'     |
| Ripieno 6 file   | 1.1/3' |
| Tromba           | 8'     |
| Voce umana       | 8'     |

| II - Espressivo |        |
| Principale      | 8'     |
| Flauto a camino | 8'     |
| Viola           | 8'     |
| Flauto in VIII  | 4'     |
| Nazardo         | 2.2/3' |
| Flautino        | 2'     |
| Cornetta        | 1.3/5' |
| Ripieno 5 file  | 2'     |
| Clarinetto      | 8'     |
| Voce celeste    | 8'     |

| Pedale       |     |
| Contrabbasso | 16' |
| Subbasso     | 16' |
| Bordone      | 8'  |
| Basso        | 8'  |
| Trombone     | 16' |

## Organo della cappella della Madonna del Conforto

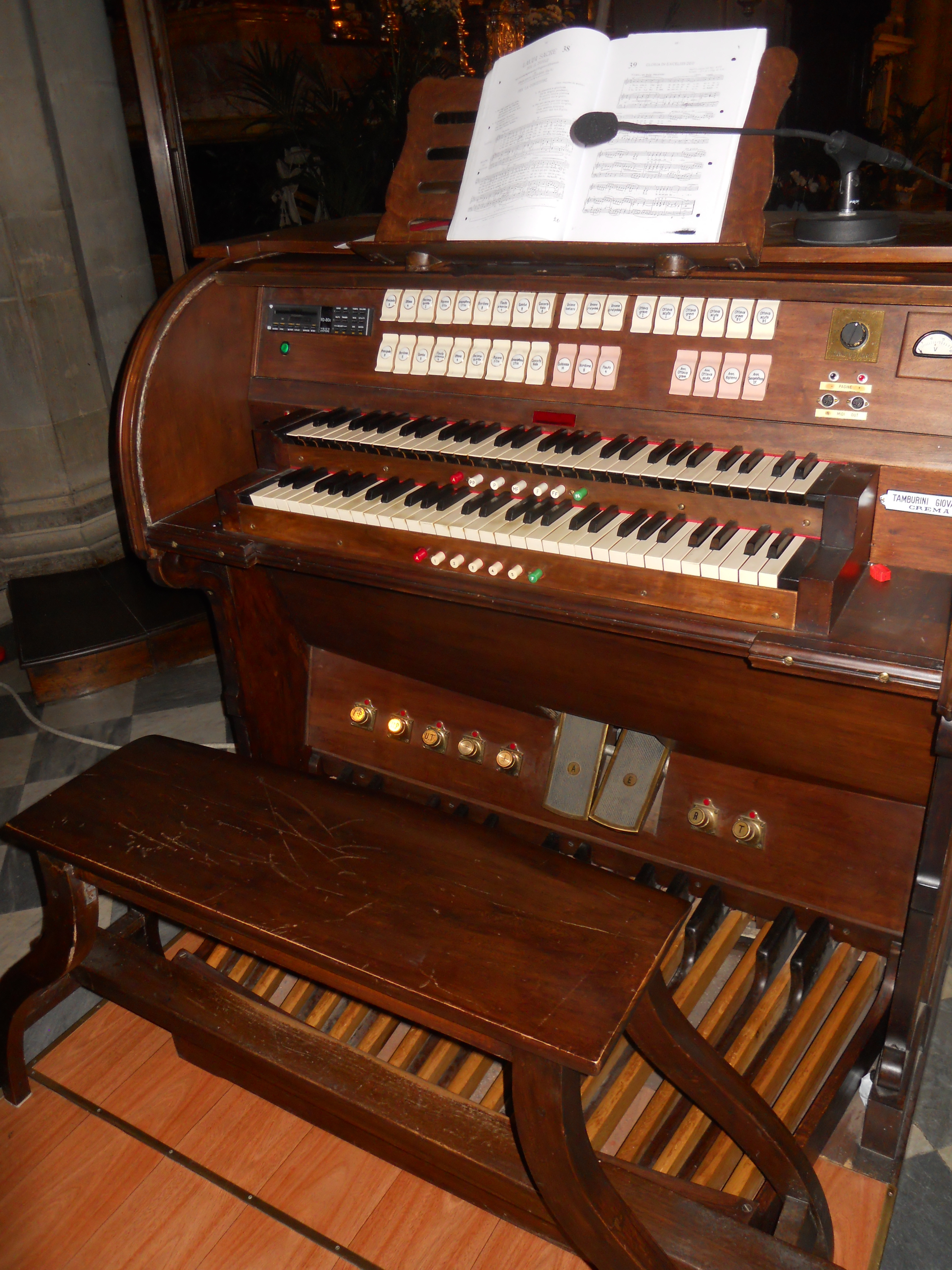
Consolle dell'organo della cappella della Madonna del Conforto

Nella cappella della Madonna del Conforto si trova l'organo a canne Tamburini opus 76, costruito nel 1922 e rinnovato nella stessa ditta nel 1933. Originariamente sopra la cantoria alla destra dell'ingresso della cappella, entro la cassa lignea tuttora visibile (sulla cantoria simmetrica vi è un armadio contenente le reliquie), vi era uno strumento di Giosuè Agati, costruito nel 1815 e venduto nel 1922 alla parrocchiale di Marciano della Chiana.
Lo strumento è situato nell'abside centrale della cappella, su propria cantoria, ed è occultato dall'ancona dell'altare. Il materiale è interamente alloggiato all'interno di una cassa lignea con mostra composta da canne di principale. La consolle è invece situata nell'ambulacro di sinistra ed è mobile indipendente; essa dispone di due tastiere di 58 note ciascuna e pedaliera concava di 30 note; i registri, le unioni e gli accoppiamenti sono azionati da placchette a bilico poste su due file al di sopra della seconda tastiera. La trasmissione è elettropenumatica e viene sfruttata, per i registri dei due manuali, la tecnica del somiere a doppio scompartimento: lo strumento, infatti, si compone di 21 registri, dei quali solo 7 sono reali.
Di seguito, la disposizione fonica:
| I - Espressivo  |        |
| Principale      | 8'     |
| Bordone         | 8'     |
| Gamba           | 8'     |
| Flauto armonico | 4'     |
| Ottava          | 4'     |
| Decimaquinta    | 2'     |
| Ripieno         | 5 file |
| Sesquialtera    | 2 file |
| Concerto viole  | 8'     |

| II - Espressivo |        |
| Principale      | 8'     |
| Ottava          | 4'     |
| Decimaquinta    | 2'     |
| Ripieno         | 5 file |
| Sesquialtera    | 2 file |
| Bordone         | 8'     |
| Flauto armonico | 4'     |
| Gamba           | 8'     |
| Concerto viole  | 8'     |

| Pedale   |     |
| Subbasso | 16' |
| Bordone  | 8'  |
| Flauto   | 4'  |